# Тышкевич, Винцент Томаш
Винцент Томаш Тышкевич (10 апреля 1796, Кольбушова — 28 апреля 1856, Грилево) — польский дворянин, полковник Царства Польского, участник восстания 1831 года, эмигрант.

## Биография
Представитель польского дворянского рода Тышкевичей герба «Лелива». Второй сын графа Ежи Януша Тышкевича (1768—1831), хорунжего пятигорского, и его жены, княгини Люсии Франциски Любомирской (1770—1811). 25 мая 1811 года в результате несчастного случая он застрелил свою мать. Вместе со своими старшими братьями Винцент Томаш вступил во 2-й кавалерийский полк Великого герцогства Варшавского, которым командовал дядя, бригадный генерал Тадеуш Тышкевич. В 17 лет он был произведён в подполковники. Он принимал участие в русской кампании французского императора Наполеона в 1812 году и в битве народов под Лейпцигом в 1813 году. За свои заслуги он был награждён Орденом Почётного легиона. После падения Наполеона в 1815 году он оказался в рядах польской армии Царства Польского в звании полковника. Он стал вовлечённым в подпольную деятельность Патриотического общества. После ареста ряда участников общества он укрылся в своих родовых имениях в Галиции. Был арестован в 1826 году во Львове, где провёл в тюрьме 8 месяцев. Получив свободу, он отправился в Волынь. Здесь он встретился и женился в 1827 году на Фебронии Шолайской (1807—1840), дочери Станислава Шолайского и Теклы Рудской. Её сестра Евфрожина (1800—1875) вышла замуж за старшего брата Винцента, Генрика Ежи Тышкевича (1792—1854).
Винцент Томаш Тышкевич участвовал в польском восстании 1830—1831 годов вначале на Волыни, а затем в работе сейма в 1831 году в качестве члена Сквирского округа. Принимал участие в битве при Остроленке. 20 сентября 1831 года он был награждён Золотым крестом Ордена Virtuti militari. После подавления восстания Винцент Томаш Тышкевич отправляется в Лейпциг, но в ноябре 1832 года вернулся в Польшу, чтобы участвовать в деятельности Безымянного Союза. После дальнейших арестов в 1835 году и неудачи заговора он снова отправился за границу в Брюссель. Он участвовал в деятельности Союза польской эмиграции как редактор «Orzeł Biały». В 1840 году умерла Феброния, жена Винцента, а в 1845 году — их старший сын Ян (Януш) в возрасте 17 лет. Винцент Тышкевич в изгнании также является одним из основателей «Союза польской эмиграции», возникшего в 1841 году для воспитания детей эмигрантов. После Весны народов в 1848 году он решил вернуться в Польшу и обосновался в Великом княжестве Познанском. В 1850 году он второй раз женился на Изабелле Гетцендорф-Грабовской (1811—1901), дочери графа Юзефа Гетцендорф-Грабовского (? — 1857) и Антонины Анны Нежиховской (1785—1872). Второй брак был бездетным. Он побывал в Царстве Польском и Галиции, посетил родовые имения. Вероятно, он умер от тифа весной 1856 года в Грилево, его похоронили в часовне на местном кладбище.

## Дети
Дети Винцента Тышкевича от первого брака:
- Януш Тышкевич (1828—1845)
- Тадеуш Януш Кароль Тышкевич (1833—1877), жена с 1859 года Казимира Лопачинская (1834—1896), брак бездетный
- Станислав Иоахим Тышкевич  (1834—1911), 1-я жена с 1860 года Юлия Текла Казимира Целинская (1841—1872), 2-я жена с 1876 года графиня Ванда Антонина Анна Понинская (1841—1925), двое сыновей от первого брака.
- Гортензия Тышкевич  (1836 — ?).